# El Pueblo (diario de Valencia)
El Pueblo, diario republicano de Valencia fue un periódico español editado en Valencia entre 1894 y 1939. Fundado por el escritor Vicente Blasco Ibáñez, el periódico se convirtió en el órgano oficial del blasquismo y acabaría consolidándose como una de las publicaciones más leídas de la capital valenciana. Continuó editándose hasta el final de la guerra civil.

## Historia

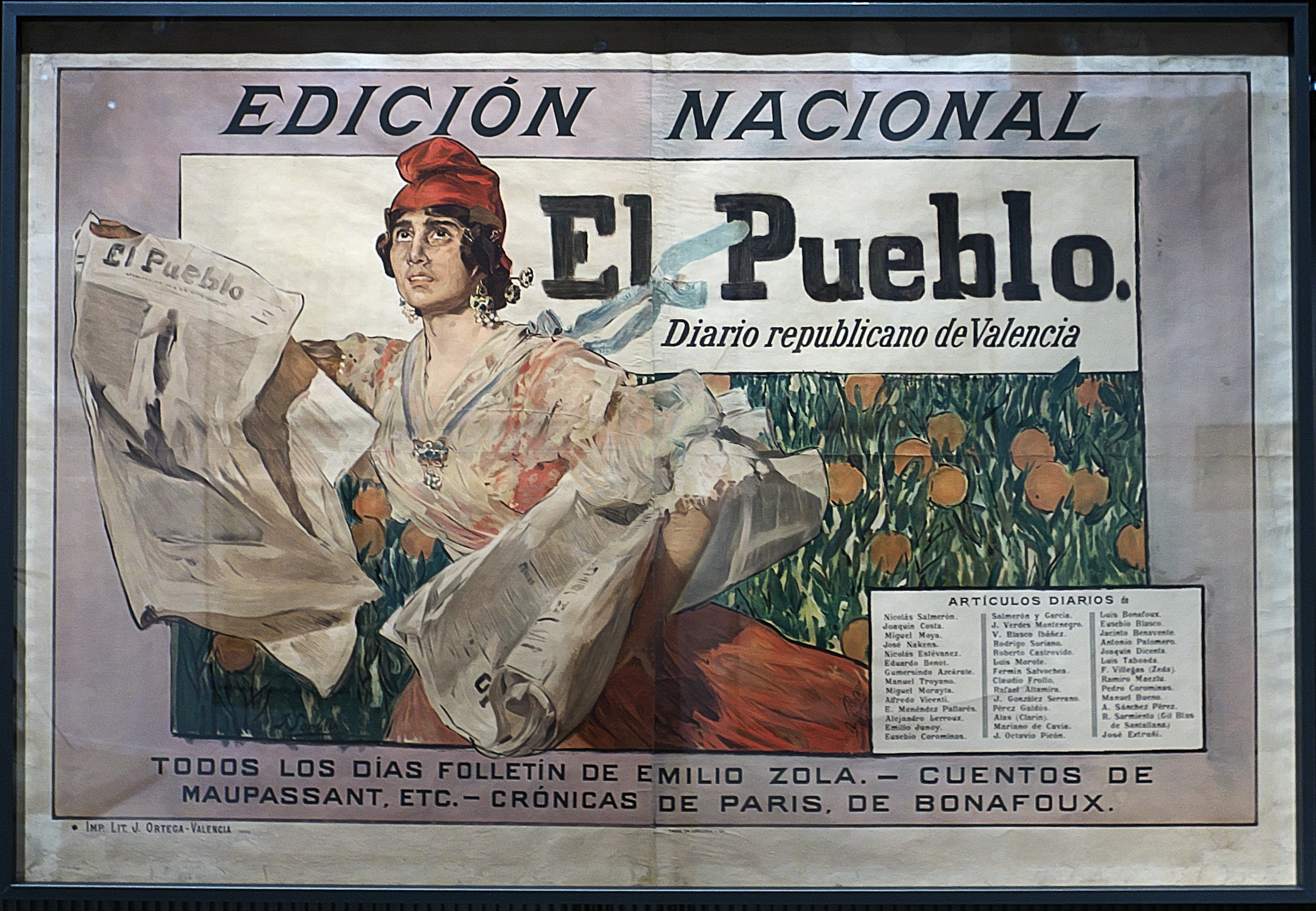
Cartel de Joaquín Sorolla

Fundado en 1894 por Vicente Blasco Ibáñez, pasaría a articularse como órgano de expresión del blasquismo. Su primer número salió a la calle el 12 de noviembre de 1894. Rodrigo Soriano, colaborador de Blasco Ibáñez, financió la publicación.
Aunque mantuvo un corte muy político en sus primeros años (coincidiendo con la gestión de Vicente Blasco Ibáñez), en 1906 fue cambiando el diseño y los contenidos, con más información periodística e imágenes y mayor atención a la actualidad social, aunque sin perder sus características republicanas esenciales. Con la dictadura de Primo de Rivera y la censura, deberá abandonar la mayor parte del contenido político para pasar a dedicar sus páginas a cuestiones de ocio y entretenimiento.
Cambió de titular en 1929, cuando lo adquiere Sigfrido Blasco-Ibáñez (hijo de Vicente Blasco Ibáñez), quien se hace cargo de la dirección en sustitución de Félix Azzati. Durante los años de la Segunda República el diario se vinculó con el lerrouxismo y se convirtió en el órgano del Partido de Unión Republicana Autonomista (PURA). Consolidado como uno los diarios más leídos de Valencia, en este periodo El Pueblo llegaría a alcanzar una difusión de 20 000 ejemplares.
Continuaría editándose hasta su desaparición en 1939, al final de la guerra civil. Sus instalaciones fueron incautadas por FET y de las JONS.